# 465
Cette page concerne l'année 465  du calendrier julien. Pour l'année 465 av. J.-C., voir 465 av. J.-C. Pour le nombre 465, voir 465 (nombre).
L'année 465 est une année commune qui commence un vendredi.

## Événements
- 1er janvier : Basiliscus, consul en Orient[1].
- 15 août : Libius Severus, l'empereur fantoche proclamé par Ricimer pour succéder à Majorien, meurt après un règne de 4 ans. Début d'un interrègne de dix huit mois en Occident. L’Italie aux abois se tourne vers l’empereur d’Orient, Léon, qui envoie Anthémius, gendre de Marcien, qui reçoit à Rome un accueil enthousiaste (467)[2].
- 2 septembre : incendie de Constantinople[1].
- Automne[3] : en Chine, Liu Ziye, le nouvel empereur de Nankin supprime ses régents, ses parents et ses concubines. Il sera assassiné à 17 ans après six mois de règne par son oncle Liu Yu, surnommé le Porc (465-472). Ce dernier fera disparaître à son tour ses frères et ses neveux[4].

- Les Huns blancs conquièrent la plaine de Gandhara en Inde du Nord[5].
- Le roi suève Rémismond adopte l'Arianisme[6].
- Concile de Vannes[7].

## Naissances en 465
- Clovis Ier, futur roi des Francs saliens (ou 466)[8].